# 庫克維爾 (密蘇里州)
庫克維爾（英語：Cookville）是位於美國密蘇里州普瓦斯基縣的鬼鎮。

## 歷史
庫克維爾的郵局於1878年設立，其後於1941年停運。

## 地理
庫克維爾所處的海拔為高於海平面308米（即1010英呎），而該地所採用的時區為UTC-6，即北美中部時區（CST）。同時該地設有夏令時間，為UTC-6調快一小時，即UTC-5（CDT）。